# Orphée
Orphée är en fransk film från 1950 regisserad av Jean Cocteau.
Den utgör den centrala delen i Cocteaus så kallade Orfiska trilogi som inleds med En poets blod (1930) och avslutas med Orfeus testamente (1960). Handlingen är baserad på den grekiska myten om Orfeus och Eurydike men utspelar sig i samtiden.

## Handling
Orphée är en populär poet som hamnat i skuggan av avantgardet på Café de Poètes. Utanför caféet blir den unge poeten Cégeste dödad. Hans beskyddare, kallad Prinsessan, tar med kroppen i en bil och ber Orphée följa med som vittne. Från bilradion hörs märkliga och monotona meddelanden som fascinerar Orphée. I Prinsessans ödsliga hus ser han hur hon återupplivar poeten och försvinner tillsammans med honom genom en spegel. Chauffören Heurtebise tar Orphée, som förälskat sig i Prinsessan, tillbaka hem där hans hustru Eurydike väntar på honom. Orphée ignorerar henne för att i stället lyssna på radiorösten i garaget. Heurtebise varnar för att Eurydike är i fara och strax därefter blir hon dödad av två motorcyklister. Orphée är djupt ångerfull men Heurtebise visar hur han kan följa efter Eurydike genom en spegel. I underjorden ställs de inför en domstol och tillåts återvända till livet under förutsättning att Orphée aldrig mer ser på henne. Tillbaka i livet blir deras tillvaro olycklig då det är svårt att undvika att se på varandra. Eurydike har förstått att Orphée är förälskad i Prinsessan och försöker få honom att se på henne, men misslyckas. Det blir istället av en slump som Orphée får syn på Eurydike i backspegeln under en bilresa och hon försvinner direkt. Därefter blir Orphées hem angripet av vänner till Cégeste som vill veta vad som hänt med den unge poeten. I tumultet blir Orphée träffad av en förlupen pistolkula och dör. Tillbaka i underjorden finner han Prinsessan och svär henne evig kärlek. Men Heurtebise reser tillsammans med Orphée tillbaka i tiden och ändrar händelsernas förlopp. När filmen slutar är Orphée och Eurydike tillbaka och lyckliga i sitt hem som om allt bara varit en dröm.

## Specialeffekter
Filmen karaktäriseras av flera återkommande specialeffekter. Bland annat scener som spelas upp baklänges, transparent och negativ fotoexponering, bilder av flytande spegelglas och speglar som krossas av sig själv.

## Huvudkaraktärer
- Orphée – Jean Marais
- Heurtebise – François Périer
- Prinsessan/Döden – María Casares
- Eurydike – Marie Déa
- Aglaonice – Juliette Gréco
- Poeten – Roger Blin
- Jacques Cégeste – Edouard Dermithe

## Inflytande
Filmen influerade bland andra Ingmar Bergman som beskrev den som en "en av de vackraste franska filmerna som någonsin gjorts".